# Eumichtis hita
Eumichtis hita är en fjärilsart som beskrevs av Paul Dognin 1897. Eumichtis hita ingår i släktet Eumichtis och familjen nattflyn. Inga underarter finns listade i Catalogue of Life.